# Hiroki Otsu
Hiroki Otsu (Japans: 大津 弘樹, Ōtsu Hiroki) Saitama, 25 mei 1994) is een Japans autocoureur.

## Carrière
Otsu begon zijn autosportcarrière in het karting in 2007, waarin hij tot 2010 actief bleef. In 2013 stapte hij over naar het formuleracing om deel te nemen aan de Suzuka Circuit Racing School Formula, die enkel bedoeld is om coureurs op te leiden. In 2014 kwam hij uit in het JAP Japanse Formule 4-kampioenschap en werd vijfde in de FC-klasse. In 2015 maakte hij de overstap naar het nieuwe Japanse Formule 4-kampioenschap, waarin hij als Honda-protegé uitkwam voor het team Honda Formula Dream Project. Hij behaalde vijf podiumplaatsen en werd zo achter Sho Tsuboi en Tadasuke Makino derde in de eindstand met 108 punten.
In 2016 maakte Otsu de overstap naar het Japanse Formule 3-kampioenschap, waarin hij uitkwam voor het team HFDP Racing. Hij behaalde vijf puntenfinishes, met een vijfde plaats op het Okayama International Circuit als beste resultaat. Hierdoor werd hij met 6 punten tiende in het eindklassement. In 2017 maakte hij binnen de klasse de overstap naar het team Toda Racing. Gedurende het seizoen stond hij zes keer op het podium voordat hij de seizoensfinale op het Sportsland SUGO wist te winnen. Met 79 punten werd hij achter Mitsunori Takaboshi, Sho Tsuboi en Álex Palou vierde in de eindstand.
In 2018 maakte Otsu zijn debuut in de Super GT, waar hij in de GT300-klasse voor het team Modulo Drago Corse een Honda NSX GT3 deelde met Ryo Michigami. Zij behaalden een podiumfinish op Autopolis en werden veertiende in het kampioenschap met 24 punten.
In 2019 keerde Otsu terug in de Japanse Formule 3, waarin hij uitkwam voor het team ThreeBond Racing. Hij behaalde drie podiumfinishes op Autopolis, de Fuji Speedway en de Twin Ring Motegi en werd met 36 punten zesde in het klassement. In de Super GT behaalde hij met Michigami een podiumplaats op Fuji en werd hij met 19 punten zeventiende in het kampioenschap.
In 2020 maakte Otsu binnen de Super GT de overstap naar de GT500-klasse, waarin hij voor het team Modulo Nakajima Racing een Honda NSX-GT GT500 deelde met Takuya Izawa. Zij behaalden twee pole positions op de Suzuka International Racing Course en Motegi, maar stonden enkel in Motegi op het podium. Met 31 punten werd het duo twaalfde in de eindstand. Aan het eind van het jaar maakte hij zijn debuut in de seizoensfinale van de Super Formula bij het team TCS Nakajima Racing op Fuji als vervanger van de vertrokken Tadasuke Makino en werd hij dertiende in de race.
In 2021 maakt Otsu zijn fulltime debuut in de Super Formula bij het Team Mugen. Tevens komt hij uit in de Super GT bij Modulo Nakajima Racing in een Honda NSX-GT GT500 deelde naast Izawa.